# Stadtmitte (Düsseldorf)
Stadtmitte, Düsseldorf-Stadtmitte (pol. Śródmieście) – dzielnica miasta Düsseldorf w Niemczech, w okręgu administracyjnym 1, w kraju związkowym Nadrenia Północna-Westfalia, w rejencji Düsseldorf. Graniczy z następującymi dzielnicami: Carlstadt, Pempelfort, Oberbilk i Altstadt.
W dzielnicy znajdują się między innymi:
- Düsseldorf Hauptbahnhof, główny dworzec kolejowy miasta
- teatr Düsseldorfer Schauspielhaus(inne języki)
- giełda Düsseldorf Börse Düsseldorf
- siedziba banku WestLB
- wieżowiec Thyssen-Haus(inne języki)
- Königsallee, w skócie Kö, luksusowa ulica sklepowa

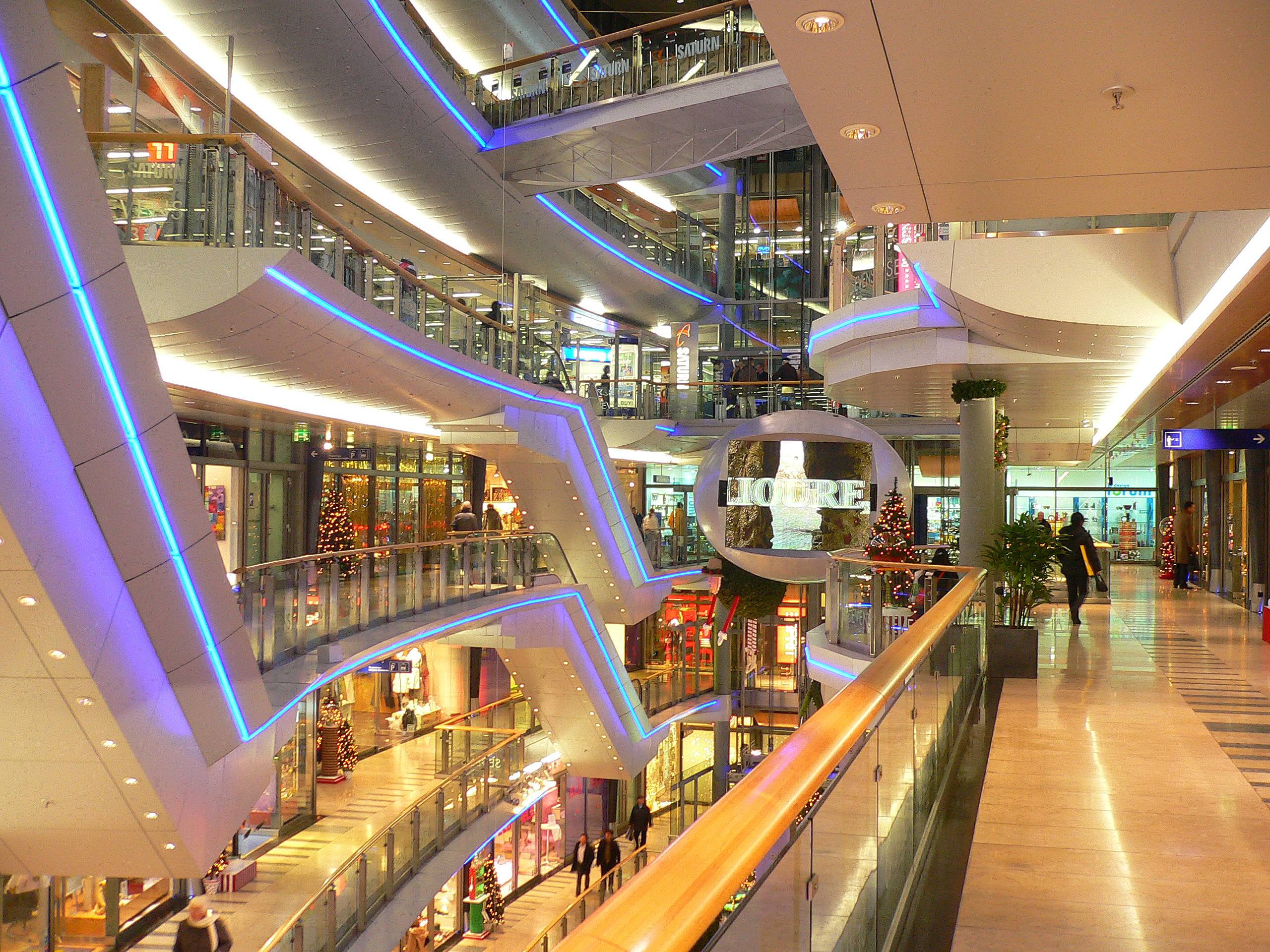
centrum handlowe Sevens Center(inne języki)
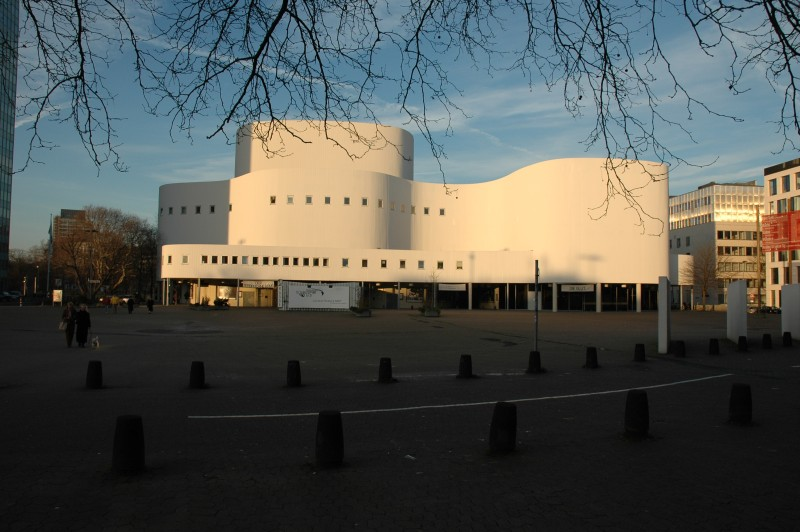
Teatr Düsseldorfer Schauspielhaus(inne języki)
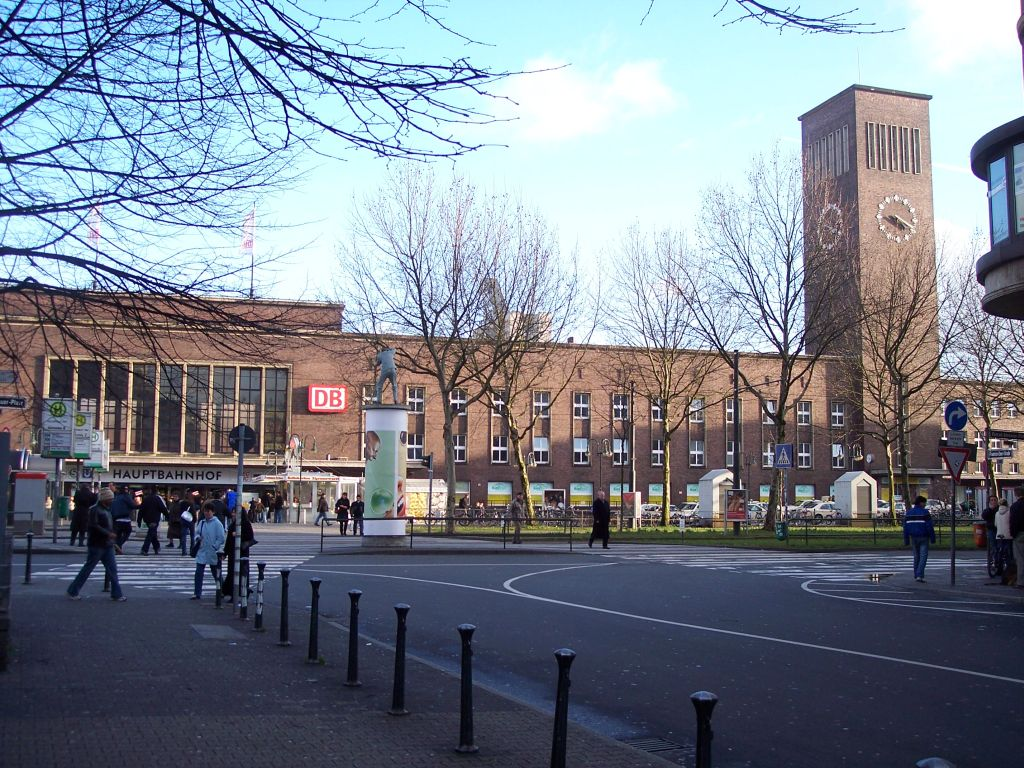
Dworzec kolejowy Düsseldorf Hauptbahnhof